# Eobrachycentrus propinquus
Eobrachycentrus propinquus är en nattsländeart som beskrevs av Wiggins, Tani och Tanida 1985. Eobrachycentrus propinquus ingår i släktet Eobrachycentrus och familjen bäcknattsländor. Inga underarter finns listade i Catalogue of Life.